# Dunn's
Dunn's Famous, ou plus simplement Dunn's, est un restaurant de sandwichs à la viande fumée situé à Montréal, Québec, Canada. Situé sur la rue Metcalfe, entre la rue Sainte-Catherine et le boulevard René-Lévesque, le restaurant a été fondé en 1927 par Myer Dunn. Aujourd'hui administré par son petit-fils, Elliot Kligman, il est un des plus célèbres et des plus anciens restaurants de "smoked-meat" de Montréal, avec Ben's et Schwartz's.